# لی گرانت (بازیکن فوتبال، زاده۱۹۸۵)
لی گرانت (انگلیسی: Lee Grant؛ زادهٔ ۳۱ دسامبر ۱۹۸۵) بازیکن فوتبال اهل بریتانیا است.
از باشگاه‌هایی که در آن بازی کرده‌است می‌توان به باشگاه فوتبال یورک سیتی، باشگاه فوتبال ساوتپورت، و باشگاه فوتبال استون ویلا اشاره کرد.